# Асалиев, Асали Магомедалиевич
Асали́ Магомедали́евич Асали́ев (лезг. Асалийрин Асали Мугьаммадалидин хва; род. 31 мая 1955 года, село Хлют Рутульского района, Дагестанская АССР) — советский и российский экономист, директор Центра социально-экономических проектов РЭУ им. Г. В. Плеханова, доктор экономических наук (1996), профессор (1999). Заместитель председателя комитета по содействию профессиональному и бизнес-образованию Торгово-промышленной палаты Российской Федерации. Заслуженный работник высшей школы Российской Федерации (2018), почётный работник высшего профессионального образования Российской Федерации, заслуженный деятель науки Республики Дагестан.

## Биография
Асали Магомедалиевич Асалиев родился 31 мая 1955 года. В 1973 году окончил Хлютскую среднюю школу. В звании старшего сержанта служил в ВС СССР в должности воздушного стрелка военно-транспортного самолёта. В 1980 году с отличием окончил МИНХ имени Г. В. Плеханова по специальности «Экономика», был ленинским стипендиатом.
В 1984 году защитил диссертацию на соискание ученой степени кандидата экономических наук, в 1996 году защитил диссертацию на соискание ученой степени доктора экономических наук на тему: «Тенденции развития государственного регулирования экономики переходного периода: Организационно-структурный аспект».
В 1999 году ему присвоено учёное звание профессора по кафедре национальной экономики РЭА им. Г. В. Плеханова. Работал в Азово-Черноморском филиале Всесоюзного НИИ морского рыбного хозяйства и океанографии в должности старшего научного сотрудника (1984—1986 гг.), был заместителем начальника Управления продовольственного и материально-технического снабжения Мосгорисполкома (1987—1988 гг.), председателем правления инвестиционного коммерческого банка «Энтузиастбанк» (1994—2001 гг.), заместителем председателя правления акционерного коммерческого банка «Мосстройэкономбанк» (2001—2002 гг.), заведующим кафедрой экономики труда и занятости РЭУ им. Г. В. Плеханова (2002—2013 гг.).
В 2013 году назначен на должность декана факультета Маркетинга РЭУ им. Г. В. Плеханова. В 2016—2020 гг. работал в должности проректора по дополнительному образованию и филиалам РЭУ им. Г. В. Плеханова, осуществлял руководство филиальной сетью, системой дополнительного профессионального образования, курировал деятельность системы общественного питания. С сентября 2020 года работает в должности директора Центра социально-экономических проектов РЭУ им. Г. В. Плеханова.

## Научная деятельность
Область научных интересов: производительность (эффективность) труда, профессиональное и бизнес-образование.
Основные научные результаты
В 2019 году для решения проблем формирования предпринимательских компетенций, обусловленных требованиями современного этапа развития экономики и общества предложил путь развития через реализацию парадигмы Lifelong Learning. Обосновал необходимость развития комплиментарных умственных способностей, связанных с креативным мышлением, инновационностью, воображением и изобретательностью для формирования профессиональных компетенций работников под потребности цифровой экономики (2018 г.). Совместно с О. В. Сагиновой и Н. Б. Завяловой предложил ввести стандарт транспортного обслуживания, использующего комбинированный подход к оценке качества транспортного обслуживания пассажиров наземным транспортом общего пользования (2016 г.).
В 2012 году (совместно с Е. В. Шубенковой) обосновал необходимость и престижность инновационной трудовой деятельности для преодоления угроз развития общества потребления.
По заказу Минобрнауки в 2015 году руководил научно-исследовательской работой «Разработка комплекса мер по внедрению в работу образовательных организаций моделей и технологий реабилитации несовершеннолетних, страдающих наркозависимостью, в рамках реализации Национальной концепции реабилитации наркозависимых».
Является автором методики учёта мотивационных предпочтений персонала банковской сферы в определении частей их совокупного дохода с учётом профессионализма и трудоемкости (2010 г.). Разработал программы специальных курсов «Управление производительностью (эффективностью) труда», «Организация и оплата труда в отраслях экономики», «Экономическая безопасность» (1994—1996 гг.).
Научно-организационная и педагогическая деятельность
Является член-корреспондентом Российской академии естественных наук, членом Академии военных наук. Автор более 65 научных трудов, из них 10 учебников, применяемых в учебном процессе РЭУ им. Г. В. Плеханова, ПГУАС, СГУ им. Н. Г. Чернышевского, НГУЭУ, РГУТиС, КФУ, ТюмГУ, ОмГТУ, Белгородском ГАУ. Под его руководством защитились 3 доктора экономических наук, 19 кандидатов экономических наук, свыше 130 бакалавров и магистров. Является председателем диссертационного совета по специальности «Экономика и управление народным хозяйством», членом редакционных коллегий экономических журналов «Экономика труда» (ISSN: 2410—1613), «Экономика устойчивого развития» (ISSN: 2079-9136), «Экономика Профессия Бизнес» (ISSN: 2413-8584). Состоит в организационном комитете международной научной конференции «Абалкинские чтения», ежегодно проводимой в РЭУ им. Г. В. Плеханова совместно с ВЭО России. В качестве модератора принимал участие в VIII Славянском международном экономическом форуме (г. Брянск, 18 октября 2019 г.), «Кадровая политика в fashion ритейле» (ТАСС, 13 ноября 2019 г.). В качестве докладчика участвовал в конференции Russian Tech Week 2018, тема доклада: «Бизнес-акселератор блокчейн проектов: перспективы развития».

## Награды и звания
- Нагрудный знак «Почётный работник высшего профессионального образования Российской Федерации»;
- Нагрудный знак «Заслуженный работник высшей школы Российской Федерации»;
- Нагрудный знак «Заслуженный деятель науки Республики Дагестан»;
- Медаль «За достойное воспитание детей»;
- Почётная грамота Министерства образования, культуры, науки и спорта Монголии за большой вклад в развитие образования;
- Почётная грамота Пенсионного фонда Российской Федерации за значительный вклад в организацию, становление и развитие системы Пенсионного фонда Российской Федерации;
- Именные часы Главы Республики Дагестан за заслуги в научно-педагогической деятельности и большой вклад в подготовку квалифицированных специалистов;
- Благодарность Федеральной службы по труду и занятости за подготовку кадров.